# Filip Bonde (1552–1588)
Filip Jönsson Bonde, född 1552, död 1 mars 1588, var en svensk godsägare.

## Biografi
Filip Bonde föddes 1552. Han var son till guvernören Jöns Tordsson Bonde av släkten Bonde och Märta Posse född i släkten Posse. Bonde följde 1577 med hertig Karl på han resa till prinsessan Maria av Pfalz som hertigen friade till. Han var furstligt råd och marskalk hos hertig Karl (senare Karl IX). Bonde avled 1588 och begravdes 18 januari samma år i Fägre kyrka där han 1586 hade byggt en grav för släkten Bonde. Hans epitafium sattes upp i kyrkan.
Filip Bonde ägde gårdarna Bordsjö i Aneby kommun och Säckestad i Trästena socken.

### Familj
Han gifte sig 1580 med Carin Ulfsdotter Snakenborg (död 1640). Hon var dotter till riksrådet Ulf Henriksson (Snakenborg) och Agneta Knutsdotter Lille (af Ökna). De fick tillsammans barnen friherren Carl Bonde (1581–1652), assessorn Jöns Bonde (1582–1662) i Göta hovrätt, Märta Bonde (1583–1642) som var gift med riksrådet Lindorm Ribbing, översten Ulf Bonde (1585–1657) och Tord Bonde (1587–1598).